# Turro (métro de Milan)
Pour les articles homonymes, voir Turro.
Turro est une station de la ligne 1 du métro de Milan, située viale Monza, dans le quartier de Turro.